# Triathlon ai IV Goodwill Games
La gara di triathlon dei Goodwill Games del 1998 (II edizione) si è tenuta a New York (USA) in data 25 luglio 1998.
Tra gli uomini ha vinto il britannico Simon Lessing, mentre tra le donne ha trionfato l'australiana Loretta Harrop.

## Risultati

### Élite uomini
| Pos. | Nome                | Paese         | Totale  |
| ---- | ------------------- | ------------- | ------- |
|      | Simon Lessing       | Regno Unito   | 1:46:33 |
|      | Craig Walton        | Australia     | 1:47:24 |
|      | Laurent Jeanselme   | Francia       | 1:47:40 |
| 4    | Greg Bennett        | Australia     | 1:49:27 |
| 5    | Jan Řehula          | Rep. Ceca     | 1:49:32 |
| 6    | Nick Radkewich      | Stati Uniti   | 1:49:37 |
| 7    | Samuel Pierreclaud  | Francia       | 1:49:55 |
| 8    | Andrew Johns        | Regno Unito   | 1:50:30 |
| 9    | Eneko Llanos        | Spagna        | 1:50:34 |
| 10   | Tim DeBoom          | Stati Uniti   | 1:50:38 |
| 11   | Javier Rosas        | Messico       | 1:51:05 |
| 12   | Fyodor Filippov     | Russia        | 1:51:23 |
| 13   | Hideo Fukui         | Giappone      | 1:51:44 |
| 14   | Yuri Kliyukhin      | Russia        | 1:51:46 |
| 15   | Jimmy Riccitello    | Stati Uniti   | 1:55:43 |
| 16   | Simon Whitfield     | Canada        | 1:57:30 |
| 17   | Leandro Macedo      | Brasile       | 1:57:30 |
| 18   | Conrad Stoltz       | Sudafrica     | 1:57:59 |
| DNF  | Dmitriy Gaag        | Kazakistan    | DNF     |
| DNF  | Chris McCormack     | Australia     | DNF     |
| DNF  | Greg Welch          | Australia     | DNF     |
| DNF  | Jamie Hunt          | Nuova Zelanda | DNF     |
| DNF  | Gilberto Gonzales   | Venezuela     | DNF     |
| DNF  | Alexandre Manzan    | Brasile       | DNF     |
| DNF  | Sergei Ivakhonenkov | Russia        | DNF     |

### Élite donne
| Pos. | Nome                       | Paese         | Totale  |
| ---- | -------------------------- | ------------- | ------- |
|      | Loretta Harrop             | Australia     | 1:59:43 |
|      | Michellie Jones            | Australia     | 2:00:41 |
|      | Erika Molnar               | Ungheria      | 2:00:42 |
| 4    | Barb Lindquist             | Stati Uniti   | 2:01:08 |
| 5    | Weike Hoogzaad             | Paesi Bassi   | 2:01:15 |
| 6    | Jackie Gallagher           | Australia     | 2:01:26 |
| 7    | Emma Carney                | Australia     | 2:01:41 |
| 8    | Isabelle Mouthon-Michellys | Francia       | 2:01:58 |
| 9    | Virginia Berasategui       | Spagna        | 2:02:03 |
| 10   | Kiyomi Niwata              | Giappone      | 2:02:06 |
| 11   | Sharon Donnelly            | Canada        | 2:02:33 |
| 12   | Maryellen Powers           | Stati Uniti   | 2:03:32 |
| 13   | Nina Anisimova             | Russia        | 2:03:44 |
| 14   | Jenny Rose                 | Nuova Zelanda | 2:03:52 |
| 15   | Christine Hocq             | Francia       | 2:04:07 |
| 16   | Gail Lawrence              | Stati Uniti   | 2:04:16 |
| 17   | Mieke Suys                 | Belgio        | 2:04:36 |
| 18   | Kim Carter                 | Belgio        | 2:04:54 |
| 19   | Jennifer Gutierrez         | Stati Uniti   | 2:05:28 |
| 20   | Marie Overbye              | Danimarca     | 2:06:46 |
| 21   | Sandra Soldan              | Brasile       | 2:08:13 |
| 22   | Karen Smyers               | Stati Uniti   | 2:11:35 |
| 23   | Anna Ivanova               | Russia        | 2:18:01 |
| 24   | Carmen Ochoa               | Messico       | 2:19:58 |
| 25   | Laura Matta                | Costa Rica    | 2:20:52 |